# Brent Demarest
Brent Demarest (1995) es un deportista estadounidense que compite en triatlón. Ganó dos medallas en el Campeonato Panamericano de Triatlón, bronce en 2021 y oro en 2023.

## Palmarés internacional
| Campeonato Panamericano | Campeonato Panamericano     | Campeonato Panamericano | Campeonato Panamericano |
| Año                     | Lugar                       | Medalla                 | Prueba                  |
| ----------------------- | --------------------------- | ----------------------- | ----------------------- |
| 2021                    | St. George (Estados Unidos) | Medalla de bronce       | Individual              |
| 2023                    | Huatulco (México)           | Medalla de oro          | Relevo mixto            |